# Hajjan
Hajjan (arab. حيان) – miejscowość w Syrii, w muhafazie Aleppo. W 2004 roku liczyła 6419 mieszkańców.